# Metopius scrobiculatus
Metopius scrobiculatus är en stekelart som beskrevs av Hartig 1838. Metopius scrobiculatus ingår i släktet Metopius och familjen brokparasitsteklar. Inga underarter finns listade i Catalogue of Life.